# Otis Earle
Otis Earle (* 17. Januar 1992 in London) ist ein ehemaliger englischer Fußballspieler, der als Abwehrspieler eingesetzt wird.

## Karriere

### Jugend und Amateurfußball
Earle spielte von 2011 bis 2014 für das Collegeteam der University of California, Riverside. Während dieser Zeit spielte er außerdem noch in der USL Premier Development League für den FC Tucson.

### Vereinskarriere
Earle wurde als fünfzehnter Pick in der ersten Runde des MLS SuperDraft 2015 vom FC Dallas ausgewählt. Sein Pflichtspieldebüt für Dallas gab er am 16. Juni 2015 beim 4:1-Sieg gegen Oklahoma City Energy im Pokalspiel um den Lamar Hunt U.S. Open Cup.

## Privates
Earles Vater ist der ehemalige jamaikanische Nationalspieler Robbie Earle.